# معهد الهند للأمصال
معهد الهند للأمصال هي شركة تقانة حيوية ومستحضرات دوائية حيوية هندية وهي أكبر مصنع للقاحات في العالم. يقع مقرها الرئيسي في بونه،الهند.